# Phasmoneura
Phasmoneura is een geslacht van libellen (Odonata) uit de familie van de Protoneuridae.

## Soorten
Phasmoneura omvat 2 soorten:
- Phasmoneura exigua (Selys, 1886)
- Phasmoneura janirae Lencioni, 1999